# Dendy
Dendy (ryska: Де́нди) var en hårdvaruklon av Nintendo Entertainment System som var populär i Ryssland och andra stater i forna Sovjetunionen. Den släpptes i flera olika modeller och under många olika namn, exempelvis Dendy Junior, Dendy Junior II, Dendy Junior IVP och Dendy Classic, var och en hade nya funktioner, exempelvis inkluderade Dendy Junior II möjligheten att använda sig av ljuspistol. Eftersom NES aldrig lanserades officiellt i före detta Sovjetunionen var Dendy den klart mest populära spelkonsolen för sin tid, klart jämförbar med NES/Famicoms popularitet i Nordamerika och Japan.